# تبويب (تصنيف)
التبويب هو عملية تعيين الكائنات إلى فئات أو فئات موجودة مسبقًا. يختلف هذا عن مهمة إنشاء الفئات نفسها (على سبيل المثال من خلال التحليل العنقودي). ومن الأمثلة على ذلك الاختبارات التشخيصية، وتحديد رسائل البريد الإلكتروني العشوائية، واتخاذ قرار بشأن منح رخصة قيادة لشخص ما.